# 吳興華
吳興華（1921年—1966年），筆名梁文星、鄺文德、钦江
，中國浙江杭州人，現代文學家及詩人。

## 生平
生於1921年，父親是一名醫生，家中有九兄弟姐妹，因在家中排行第三，其朋友稱他為“吳三”。中學時就讀於崇德中學，16歲因成績出眾考入燕京大學，入讀西語系。求學期間，他與同窗好友宋淇一同編輯《燕京文學》。他亦開始寫作新詩，為了讀但丁《神曲》，自學意大利文，也精通法文、德文，對西方作家瞭如指掌。
1941年吳興華畢業，留在校內任教。當時，校方曾計劃讓其出國深造，但因日軍對燕京大學進行封鎖而無法成行。後來，燕京大學被日軍佔領，他和家中兄弟姐妹留在北京，後來不幸患上肺結核。1949年後，吳興華在北京大學教授英國文學及莎士比亞。1956-1957年，詩壇發起號稱「百花時代」的改革，吳興華停筆多年，也再發表作品，1957年被劃為右派和降級。1966年8月3日文革爆發，吳興華遭到紅衛兵批鬥，在勒令勞改因為體力不支，被紅衛兵強行灌下化學廠汙水致死，死時45歲。事後北大負責人告慰家屬，說他患急性痢疾身亡。

## 文學成就

### 手法
吳興華對詩歌技巧有執著的追求，借鑑西洋文學的敘事技巧，發展成新古典主義的風格，注重形式上的整齊排列，大多不押韻。同期詩人中，他較欣賞卞之琳和何其芳二人。
吳興華有些詩篇變化自舊詩七絕和五言古詩，十分耐讀，如以下一首：
另一方面，吳興華倣效各種西洋的詩體寫作新詩，包括無韻五拍詩、十四行詩、史賓塞體、歌謠體（ballad）、敘事史詩等等，成績斐然。他有幾首詩取材於《戰國策》和《史記》中信陵君這類英雄，表明他對長篇史詩的興趣。

### 地位
不少文學史家認為，吳興華是抗戰時期寫作成就最高的詩人。他極受燕京大學同學宋淇（林以亮）推崇，認為可與陳寅恪、錢鍾書比美：「陳寅恪、錢鍾書、吳興華代表三代兼通中西的大儒，先後逝世，從此後繼無人，錢、吳二人如在美國，成就豈可限量？」
夏志清也指出，吳興華「學力、眼界之高，想四十年代詩人無人可及。……如能逃出鐵幕，他在學術界的成就一定驚人。」 Edward Gunn（耿德華）亦認為，「在詩歌雕琢上其他同代人幾乎無人能達到（吳興華）的高度」。可惜他的作品在當時未能引起反響，無聲無息。

## 著作
吳興華以筆名梁文星發表詩作，生前未曾結集，詩稿部份交予宋淇，50年代時，宋淇在香港《人人文學》和台北《文學雜誌》，以筆名梁文星代為發表。2005年，上海人民出版社出版《吳興華詩文集》二冊。此外，吳興華翻譯了德國詩人里爾克的詩集。